# Nuria del Olmo Izquierdo
Nuria del Olmo Izquierdo es una neurocientífica española, catedrática del departamento de Psicobiología en la Universidad Nacional de Educación a Distancia.

## Biografía
Se licenció en Farmacia en 1995 en la Universidad Complutense de Madrid. En el año 2001 se doctoró por esa misma universidad con la tesis “La taurina induce y modula la plasticidad sináptica: estudio de los mecanismos implicados”.
Desde 1995 ha desarrollado su labor investigadora y docente en el Hospital Ramón y Cajal, la universidad CEU-San Pablo y la Universidad Nacional de Educación a Distancia. En esta última universidad permaneció como investigadora postdoctoral entre el año 2001 y 2006, y desde 2019 fue profesora titular de la facultad de Psicología, en el departamento de Psicobiología. Desde junio de 2023 es catedrática de Psicobiología en ese mismo departamento.
Su principal línea de estudio son los cambios cerebrales y conductuales que suceden tras el consumo de sustancias con potencial adictivo.
Actualmente es la responsable del grupo de investigación de la UNED “Psicobiología del aprendizaje y la memoria: mecanismos de plasticidad sináptica”, centrado en el estudio de los efectos de determinadas sustancias adictivas en los procesos neurobiológicos que subyacen al aprendizaje y la memoria.
En el ámbito de la gestión académica, desde 2022 es vicedecana de Investigación e Internacionalización (vicedecana primera) de la facultad de Psicología de la Uned.
Es autora o coautora de más de sesenta artículos aparecidos en prestigiosas revistas científicas.